# Tachott
Tachott è uno degli undici comuni del dipartimento di Sélibabi, situato nella regione di Guidimagha in Mauritania. Contava 9.438 abitanti nel censimento della popolazione del 2000.